# Mika Zibanejad
Mika Zibanejad (né le 18 avril 1993 à Huddinge en Suède) est un joueur professionnel suédois de hockey sur glace. Il évolue au poste d'attaquant.

## Biographie

### Carrière en club
Formé au Hammarby IF, il rejoint les catégories de jeunes du Djurgården Hockey. Au cours du repêchage d'entrée dans la KHL 2010, il est sélectionné au sixième tour en 129e position par le Lokomotiv Iaroslavl. En 2010, il débute avec Djurgården dans l'Elitserien. Il est choisi au premier tour, en sixième position par les Sénateurs d'Ottawa au cours du Repêchage d'entrée dans la LNH 2011.
Le 25 juin 2015, il signe un nouveau contrat de deux années avec les Sénateurs d'une valeur totale de 5,3 millions de dollars.
Le 27 février 2016, il établit un nouveau record pour les Sénateurs d'Ottawa en obtenant un tour du chapeau naturel en l'espace de seulement 2 min 38 s.
Le 18 juillet 2016, il est échangé des Sénateurs aux Rangers de New York contre Derick Brassard et un choix de repêchage.
Le 5 mars 2020, il inscrit un quintuplé dont le but de la victoire en prolongation face aux Capitals de Washington.
Après avoir inscrit trois buts lors de ses vingt-sept premiers matchs de la saison 2020-2021, il inscrit un coup du chapeau le 17 mars 2021 lors de la deuxième période d'un match contre les Flyers de Philadelphie. Auteur de six points lors de cette période, il égalise le record de points en une période dans la LNH réalisé par Bryan Trottier en 1978. Le 25 mars 2021, il compte à niveau six points lors d'un match contre les Flyers devenant le premier joueur de l'histoire à inscrire six points lors de deux matchs consécutifs face au même adversaire.

### Carrière internationale
Il représente la Suède en sélections jeunes.

## Statistiques

### En club
| Saison     | Équipe                 | Ligue         |     | Saison régulière | Saison régulière | Saison régulière | Saison régulière | Saison régulière |    | Séries éliminatoires | Séries éliminatoires | Séries éliminatoires | Séries éliminatoires | Séries éliminatoires |
| Saison     | Équipe                 | Ligue         | PJ  | B                | A                | Pts              | Pun              | PJ               | B  | A                    | Pts                  | Pun                  |                      |                      |
| 2009-2010  | Djurgården Hockey      | J20 Superelit | 14  | 2                | 2                | 4                | 4                | -                | -  | -                    | -                    | -                    |                      |                      |
| 2010-2011  | Djurgården Hockey      | J20 Superelit | 27  | 12               | 9                | 21               | 12               | -                | -  | -                    | -                    | -                    |                      |                      |
| 2010-2011  | Djurgården Hockey      | Elitserien    | 26  | 5                | 4                | 9                | 2                | 7                | 1  | 1                    | 2                    | 2                    |                      |                      |
| 2011-2012  | Sénateurs d'Ottawa     | LNH           | 9   | 0                | 1                | 1                | 2                | -                | -  | -                    | -                    | -                    |                      |                      |
| 2011-2012  | Djurgården Hockey      | J20 Superelit | 1   | 0                | 0                | 0                | 2                | -                | -  | -                    | -                    | -                    |                      |                      |
| 2011-2012  | Djurgården Hockey      | Elitserien    | 26  | 5                | 8                | 13               | 4                | 10               | 4  | 2                    | 6                    | 2                    |                      |                      |
| 2012-2013  | Senators de Binghamton | LAH           | 23  | 4                | 7                | 11               | 10               | -                | -  | -                    | -                    | -                    |                      |                      |
| 2012-2013  | Sénateurs d'Ottawa     | LNH           | 42  | 7                | 13               | 20               | 6                | 10               | 1  | 3                    | 4                    | 0                    |                      |                      |
| 2013-2014  | Sénateurs d'Ottawa     | LNH           | 69  | 16               | 17               | 33               | 18               | -                | -  | -                    | -                    | -                    |                      |                      |
| 2013-2014  | Senators de Binghamton | LAH           | 6   | 2                | 5                | 7                | 2                | -                | -  | -                    | -                    | -                    |                      |                      |
| 2014-2015  | Sénateurs d'Ottawa     | LNH           | 80  | 20               | 26               | 46               | 20               | 6                | 1  | 3                    | 4                    | 0                    |                      |                      |
| 2015-2016  | Sénateurs d'Ottawa     | LNH           | 81  | 21               | 30               | 51               | 18               | -                | -  | -                    | -                    | -                    |                      |                      |
| 2016-2017  | Rangers de New York    | LNH           | 56  | 14               | 23               | 37               | 16               | 12               | 2  | 7                    | 9                    | 0                    |                      |                      |
| 2017-2018  | Rangers de New York    | LNH           | 72  | 27               | 20               | 47               | 14               | -                | -  | -                    | -                    | -                    |                      |                      |
| 2018-2019  | Rangers de New York    | LNH           | 82  | 30               | 44               | 74               | 47               | -                | -  | -                    | -                    | -                    |                      |                      |
| 2019-2020  | Rangers de New York    | LNH           | 57  | 41               | 34               | 75               | 14               | 3                | 1  | 1                    | 2                    | 0                    |                      |                      |
| 2020-2021  | Rangers de New York    | LNH           | 56  | 24               | 26               | 50               | 18               | -                | -  | -                    | -                    | -                    |                      |                      |
| 2021-2022  | Rangers de New York    | LNH           | 81  | 29               | 52               | 81               | 12               | 20               | 10 | 14                   | 24                   | 4                    |                      |                      |
| 2022-2023  | Rangers de New York    | LNH           | 82  | 39               | 52               | 91               | 20               | 7                | 1  | 3                    | 4                    | 6                    |                      |                      |
| 2023-2024  | Rangers de New York    | LNH           | 81  | 26               | 46               | 72               | 30               | 16               | 3  | 13                   | 16                   | 2                    |                      |                      |
| Totaux LNH | Totaux LNH             | Totaux LNH    | 848 | 294              | 384              | 678              | 235              | 74               | 19 | 44                   | 63                   | 12                   |                      |                      |

### En équipe nationale
| Année | Équipe    | Compétition                  |    | PJ | B | A  | Pts | Pun | +/-               |  | Résultat |
| 2011  | Suède U18 | Championnat du monde -18 ans | 6  | 4  | 4 | 8  | +8  | 2   | Médaille d'argent |  |          |
| 2012  | Suède U20 | Championnat du monde junior  | 6  | 4  | 1 | 5  | +3  | 2   | Médaille d'or     |  |          |
| 2018  | Suède     | Championnat du monde         | 10 | 6  | 5 | 11 | 0   | +10 | Médaille d'or     |  |          |
| 2025  | Suède     | Confrontation des 4 nations  | 2  | 1  | 0 | 1  | 0   | 0   | 3e place          |  |          |

## Trophées et honneurs personnels

### Ligue nationale de hockey
- 2021-2022 : participe au 66e Match des étoiles de la LNH